# جون إف. كامبل
جون إف. كامبل (بالإنجليزية: John F. Campbell)‏ هو ضابط أمريكي، ولد في 11 أبريل 1957 في مين في الولايات المتحدة.